# Валмиера
Ва́лмиера (латыш. Valmieraо файле, до 1917 года — Во́льмар, нем. Wolmar) — город государственного значения в Латвии («государственный город») и центр Валмиерского края. В первом издании БСЭ название города было записано как Вальмера.

## География
Город расположен по берегам реки Гауя, в 100 км от Риги и 50 км от границы с Эстонией.

## История
Название города происходит от имени Вольдемар (или Владимир). Существует несколько версий, чьё именно имя носил город первоначально. Одна из них связана с псковским князем Владимиром, которого епископ рижский Альберт назначил судьёй в Идумее. Вторая версия рассказывает о короле Дании Вальдемаре, который победил в сражении с помощью флага, посланного ему с небес.
Однако на деле епископ Альберт пожаловал Владимиру Мстиславичу замок Метимне [Metimne, в рукописи Ливонской хроники может быть читаемо и как Metinme, Metinine, Metimije; П. А. Пабст сближал его с Mojahn, по-латышски Muhjehne, но допускал также, что это Вольмар (на латыни — Walmare, по-русски — Владимерец)] за ценную услугу: посредничество в переговорах рижского епископа и Ордена меченосцев с Владимиром Полоцким в 1212 году. Находясь в свите ливонского епископа Альберта на встрече, которая проходила в Герцике, Владимир Мстиславич смог предотвратить кровопролитие, когда немцы и полочане уже выстроились в боевые порядки. В результате мирных переговоров Владимир (князь полоцкий) отдал епископу всю Ливонию, отказавшись от ливской дани, которую ранее уплачивал Альберт, а тот обязался быть союзником Владимира против литвы и разрешить для купцов свободное плавание по Двине.
В течение столетий название города писалось по-разному: Владимир, Володимер, Владимирец, Володимерец, Владимирец Ливонский, Wolmaria, Wolmahr, Waldemer, Wolmar и Вольмар. Например, «Владимиром» называет город Иван Грозный в письме к литовскому коменданту Александру Полубинскому (сдал крепость русским войскам в 1577 году).
30 марта 1491 года в городе было заключено Вольмарское соглашение.
Во время Ливонской войны Вольмар оказался точкой, из которой начался спор Ивана Грозного с предавшим его соратником, князем Андреем Курбским. В апреле 1564 года в сопровождении 12 верных слуг Курбский бежал в Вольмар, где находились литовцы. Оттуда беглый воевода написал Грозному письмо с объяснением своего поступка, обвиняя царя в нарушении христианских норм. За Курбским последовало большое количество русских служилых людей, составивших под командой князя целую дружину, которая стала воевать против соотечественников. В 1577 году в ходе похода на Ливонию воевода Богдан Бельский взял Вольмар. Иван Грозный не преминул сообщить о своей победе Курбскому в новом послании, написанном именно в Вольмаре.
С 1819 по 1949 год — административный центр Вольмарского (позднее Валмиерского) уезда.

## Население

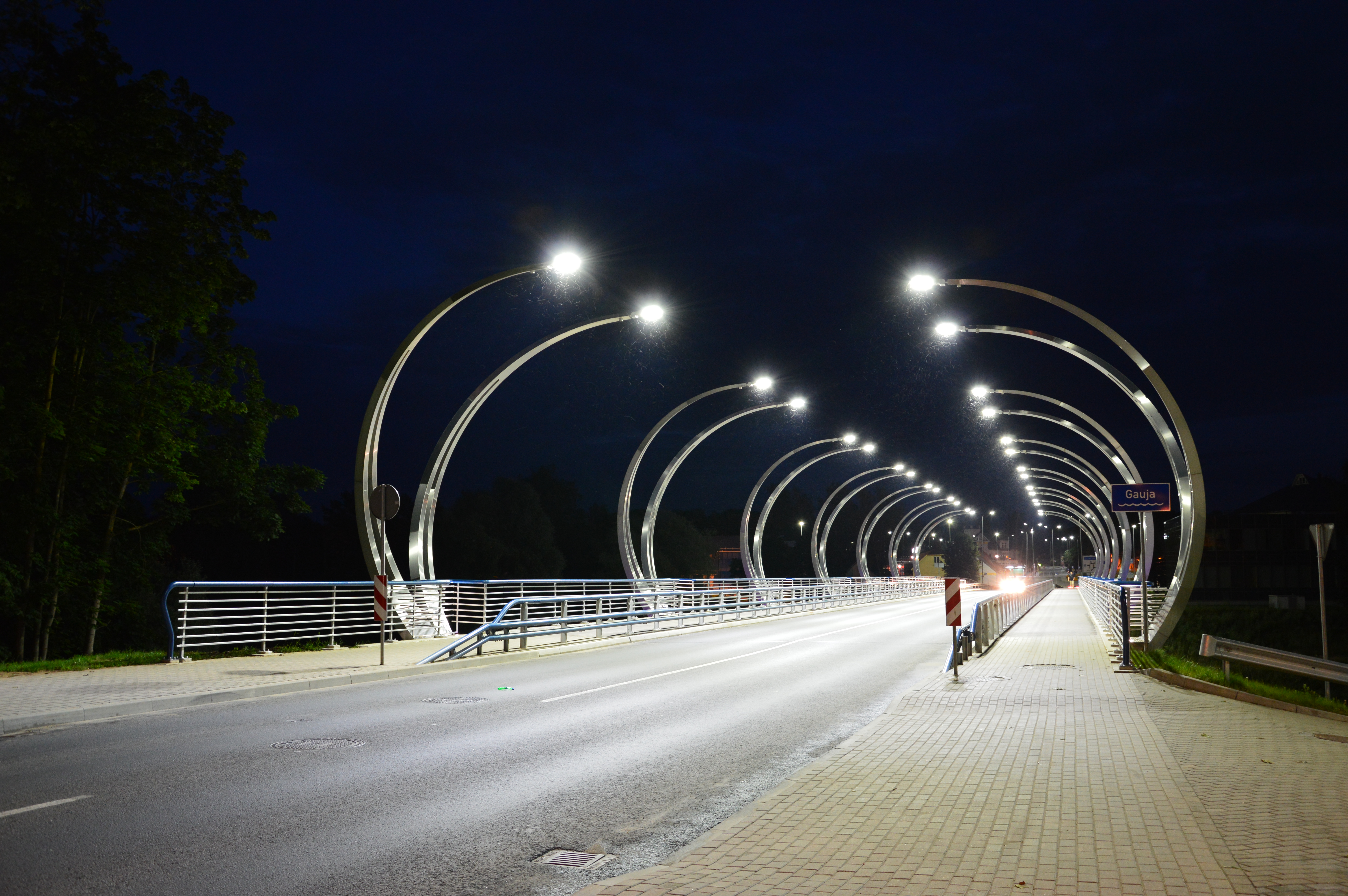
Мост через реку Гауя

Согласно БСЭ в 1926 году население города составляло 8140 человек.
По данным Центрального статистического управления Латвии (ЦСУ Латвии), в 2021 году численность населения города составила 22 971 человек. При этом доля населения старше 65 лет в структуре населения города — 21,2 % (4864 человека), а доля населения младше 14 лет — 17,9 % (4120 человек).
На 1 января 2015 года, по данным ЦСУ Латвии, численность населения города составляла 23 432 жителя.
Национальный состав города согласно переписям населения 1989, 2011 и 2021 годов, и по оценке на начало 2022 года:
| национальность | чел. (1989) | %        | чел. (2011) | %        | чел. (2021) | %        | чел. (2022) | %        |
| -------------- | ----------- | -------- | ----------- | -------- | ----------- | -------- | ----------- | -------- |
| всего          | 29190       | 100,00 % | 25130       | 100,00 % | 22971       | 100,00 % | 22757       | 100,00 % |
| латыши         | 21771       | 74,58 %  | 21026       | 83,67 %  | 19588       | 85,27 %  | 19457       | 85,5 %   |
| русские        | 5435        | 18,62 %  | 2908        | 11,57 %  | 2262        | 9,84 %   | 2205        | 9,69 %   |
| белорусы       | 748         | 2,56 %   | 415         | 1,65 %   | 365         | 1,58 %   | 356         | 1,56 %   |
| поляки         | 264         | 0,90 %   | 224         | 0,89 %   | 178         | 0,77 %   | 170         | 0,75 %   |
| украинцы       | 434         | 1,49 %   | 193         | 0,77 %   | 190         | 0,82 %   | 177         | 0,78 %   |
| литовцы        | 123         | 0,42 %   | 108         | 0,43 %   | 97          | 0,42 %   | 94          | 0,41 %   |
| цыгане         | 105         | 0,36 %   | 107         | 0,43 %   |             |          |             |          |
| другие         | 310         | 1,06 %   | 149         | 0,59 %   | 291         | 1,26 %   | 298         | 1,31 %   |

## Экономика
В Валмиере находится крупный завод по производству стекловолокна — Valmieras stikla šķiedra.

## Транспорт

### Железнодорожный транспорт
Станция Валмиера на линии Рига — Лугажи.

### Автодороги
Главная государственная автодорога A3 Инчукалнс — Валмиера — Валка (эстонская граница) проходит в черте города, обходя его центр по объездному пути. От города отходят региональные дороги P16 Валмиера — Матиши — Мазсалаца, P17 Валмиера — Руйиена — эстонская граница (Угурини), P18 Валмиера — Смилтене и P20 Валмиера — Цесис — Драбеши.

## Спорт
В чемпионате Латвии по баскетболу Валмиеру представляет одноимённая команда.